# Perissus elongatus
Perissus elongatus là một loài bọ cánh cứng trong họ Cerambycidae.